# Meidericher Spielverein Duisburg 2019-2020 (femminile)
Questa voce raccoglie le informazioni riguardanti il Meidericher Spielverein Duisburg  nelle competizioni ufficiali della stagione calcistica 2019-2020.

## Stagione
Nella stagione 2019-2020 l'MSV Duisburg, allenato da Thomas Gerstner, concluse il campionato di Frauen-Bundesliga al 9º posto raggiungendo così la salvezza, mentre in coppa di Germania fu eliminato già al primo incontro del torneo, al secondo turno, dall'Arminia Bielefeld solo ai calci di rigore, dopo che i tempi regolamentari si erano chiusi a reti inviolate.

## Divise e sponsor
La scelta cromatica delle maglie era la stessa dell'MSV Duisburg maschile. Il main sponsor era Schauinsland-Reisen, mentre quello tecnico, fornitore delle tenute di gioco, era Capelli Sport.
| Casa | Trasferta | Terza divisa |

## Organigramma societario
Tratto dal sito societario.
Area tecnica
- Allenatore: Thomas Gerstner
- Co-allenatore: Robert Augustin
- Preparatore dei portieri: Marc Ernzer

## Rosa
Rosa, ruoli e numeri di maglia tratti dal sito societario.
| N. |                          | Ruolo | Calciatore              |
| -- | ------------------------ | ----- | ----------------------- |
| 1  | Germania (bandiera)      | P     | Meike Kämper (capitano) |
| 2  | Slovacchia (bandiera)    | D     | Lucia Haršányová        |
| 3  | Irlanda (bandiera)       | D     | Claire O'Riordan        |
| 4  | Germania (bandiera)      | D     | Emma Hilbrands          |
| 5  | Nuova Zelanda (bandiera) | D     | Meikayla Moore          |
| 7  | Germania (bandiera)      | C     | Laura Radke             |
| 8  | Albania (bandiera)       | C     | Geldona Morina          |
| 9  | Germania (bandiera)      | D     | Vanessa Fürst           |
| 10 | Germania (bandiera)      | C     | Meret Günster           |
| 11 | Polonia (bandiera)       | C     | Symela Ciesielska       |
| 13 | Albania (bandiera)       | A     | Kristina Maksuti        |
| 16 | Germania (bandiera)      | P     | Caroline-Sophie Härling |

| N. |                        | Ruolo | Calciatore                  |
| -- | ---------------------- | ----- | --------------------------- |
| 17 | Germania (bandiera)    | C     | Yvonne Zielinski            |
| 18 | Germania (bandiera)    | A     | Antonia-Johanna Halverkamps |
| 20 | Germania (bandiera)    | D     | Julia Debitzki              |
| 22 | Germania (bandiera)    | C     | Nina Lange                  |
| 23 | Afghanistan (bandiera) | C     | Hailai Arghandiwal          |
| 25 | Germania (bandiera)    | D     | Isabel Hochstein            |
| 26 | Germania (bandiera)    | C     | Narjiss Ahamad              |
| 27 | Austria (bandiera)     | A     | Lisa Makas                  |
| 31 | Germania (bandiera)    | C     | Alina Angerer               |
| 32 | Germania (bandiera)    | P     | Ena Mahmutovic              |
| 33 | Germania (bandiera)    | D     | Kathleen Radtke             |

## Calciomercato

### Sessione estiva
| Acquisti | Acquisti           | Acquisti                       | Acquisti                        |
| R.       | Nome               | da                             | Modalità                        |
| -------- | ------------------ | ------------------------------ | ------------------------------- |
| D        | Jacqueline Broux   | Alemannia Aquisgrana           | definitivo                      |
| D        | Vanessa Fürst      | Borussia M'gladbach            | definitivo                      |
| D        | Isabel Hochstein   | SGS Essen                      | definitivo                      |
| C        | Narjiss Ahamad     | MSV Duisburg II                | aggregata dalla squadra riserve |
| C        | Hailai Arghandiwal | Florentia                      | definitivo                      |
| C        | Meret Günster      | MSV Duisburg [Primavera B (F)] | aggregata dalle giovanili       |
| A        | Kristina Maksuti   | Lugano                         | definitivo                      |
| A        | Laura Radke        | Bayer Leverkusen               | definitivo                      |

| Cessioni | Cessioni       | Cessioni           | Cessioni   |
| R.       | Nome           | a                  | Modalità   |
| -------- | -------------- | ------------------ | ---------- |
| P        | Laura Lücker   | Norimberga         | definitivo |
| C        | Barbara Dunst  | 1. FFC Francoforte | definitivo |
| A        | Dörthe Hoppius | Sand               | definitivo |
| A        | Fuko Takahashi | RB Lipsia          | definitivo |

## Risultati

### Frauen-Bundesliga

#### Girone di andata
| Arbitro: | Schwermer (Rieder) |

|                            |           |               |
| Beckmann 20’ Ondrušová 26’ | Marcatori | 47’ Zielinski |

| Arbitro: | Westerhoff (Bochum) |

|           |           |                                                              |
| Makas 34’ | Marcatori | 27’, 31’ Popp 38’ Bloodworth-Janssen 47’ Neto 73’, 83’ Pajor |

| Arbitro: | Joos (Leinfelden-Echterdingen) |

|                                    |           |                 |
| Turid Knaak 84’ Petzelberger 90+2’ | Marcatori | 27’ Halverkamps |

| Arbitro: | Diekmann (Dortmund) |

|  |           |               |
|  | Marcatori | 71’ Vojteková |

| Arbitro: | Heimann (Gladbeck) |

|                                                   |           |  |
| Magull 41’ Laudehr 60’ Damnjanović 66’ Rolser 84’ | Marcatori |  |

| Arbitro: | Wacker (Lehrensteinsfeld) |

|                               |           |            |
| Radtke 33’ (rig.) Maksuti 38’ | Marcatori | 7’ Nikolić |

| Arbitro: | Appelmann (Alzey) |

|  |           |                        |
|  | Marcatori | 10’ Morina 63’ Maksuti |

| Arbitro: | Diekmann (Dortmund) |

|               |           |                        |
| Zielinski 41’ | Marcatori | 7’ Martinez 72’ Nüsken |

| Arbitro: | Stolz (Pritzwalk) |

|  |           |                                                |
|  | Marcatori | 40’ (rig.) Billa 45’ Waßmuth 51’, 55’ Lattwein |

| Arbitro: | Schwermer (Rieder) |

|                            |           |           |
| Prašnikar 19’ Weidauer 73’ | Marcatori | 36’ Makas |

| Duisburg 30 novembre 2019, ore 13:00 CET 11ª giornata | MSV Duisburg      | 0 – 0 referto | Jena | PCC-Stadion (350 spett.)\| Arbitro: \| Appelmann (Alzey) \| |
| Arbitro:                                              | Appelmann (Alzey) |               |      |                                                             |

#### Girone di ritorno
| Arbitro: | Westerhoff (Bochum) |

|               |           |             |
| Maksuti 90+2’ | Marcatori | 53’ Nietgen |

| Arbitro: | Wildfeuer (Lubecca) |

|                                         |           |  |
| Popp 50’ Engen 56’ Blässe 66’ Pajor 86’ | Marcatori |  |

| Arbitro: | Weigelt (Lipsia) |

|  |           |                                              |
|  | Marcatori | 1’ Brüggemann 10’, 40’ Schüller 63’ Oberdorf |

| Arbitro: | Biehl (Siesbach) |

|                        |           |                             |
| Starke 20’ Sanders 32’ | Marcatori | 3’ Morina 90+1’ Halverkamps |

| Arbitro: | Kunkel (Amburgo) |

|                       |           |                                 |
| Halverkamps 6’ Wu 87’ | Marcatori | 11’ Leupolz 67’ (aut.) Debitzki |

| Arbitro: | Heimann (Gladbeck) |

|  |           |               |
|  | Marcatori | 3’, 38’ Lange |

| Arbitro: | Diekmann (Dortmund) |

|  |           |                            |
|  | Marcatori | 45’ Pinther 90’ Blagojević |

| Arbitro: | Joos (Leinfelden-Echterdingen) |

|                                                        |           |             |
| Nüsken 13’ Pawollek 31’ Freigang 85’, 90’ Martinez 87’ | Marcatori | 86’ Angerer |

| Arbitro: | Appelmann (Alzey) |

|                                             |           |  |
| Waßmuth 37’ Beuschlein 59’ Billa 66’ (rig.) | Marcatori |  |

| Duisburg 21 giugno 2020, ore 15:00 CEST 21ª giornata | MSV Duisburg       | 0 – 0 referto | Turbine Potsdam | Schauinsland-Reisen-Arena (0 spett.)\| Arbitro: \| Heimann (Gladbeck) \| |
| Arbitro:                                             | Heimann (Gladbeck) |               |                 |                                                                          |

| Arbitro: | Michel (Gau-Odernheim) |

|  |           |                           |
|  | Marcatori | 26’ Zielinski 45’ Angerer |

### DFB-Pokal der Frauen
| Arbitro: | Hölscher (Ihlow) |

|                                    |                      |                                 |
| Lösch Grünheid Brandt Bender Jäger | Tiri di rigore 5 – 3 | ??? Angerer O'Riordan Zielinski |

## Statistiche

### Statistiche di squadra
| Competizione         | Punti | In casa | In casa | In casa | In casa | In casa | In casa | In trasferta | In trasferta | In trasferta | In trasferta | In trasferta | In trasferta | Totale | Totale | Totale | Totale | Totale | Totale | DR  |
| Competizione         | Punti | G       | V       | N       | P       | Gf      | Gs      | G            | V            | N            | P            | Gf           | Gs           | G      | V      | N      | P      | Gf     | Gs     | DR  |
| -------------------- | ----- | ------- | ------- | ------- | ------- | ------- | ------- | ------------ | ------------ | ------------ | ------------ | ------------ | ------------ | ------ | ------ | ------ | ------ | ------ | ------ | --- |
| Frauen-Bundesliga    | 17    | 11      | 1       | 4       | 6       | 7       | 23      | 11           | 3            | 1            | 7            | 12           | 24           | 22     | 4      | 5      | 13     | 19     | 47     | -28 |
| DFB-Pokal der Frauen | -     | -       | -       | -       | -       | -       | -       | 1            | 0            | 1            | 0            | 0            | 0            | 1      | 0      | 1      | 0      | 0      | 0      | 0   |
| Totale               | -     | 11      | 1       | 4       | 6       | 7       | 23      | 12           | 3            | 2            | 7            | 12           | 24           | 23     | 4      | 6      | 13     | 19     | 47     | -28 |

### Andamento in campionato
| Giornata  | 1 | 2  | 3  | 4  | 5  | 6  | 7  | 8  | 9  | 10 | 11 | 12 | 13 | 14 | 15 | 16 | 17 | 18 | 19 | 20 | 21 | 22 |
| --------- | - | -- | -- | -- | -- | -- | -- | -- | -- | -- | -- | -- | -- | -- | -- | -- | -- | -- | -- | -- | -- | -- |
| Luogo     | T | C  | T  | C  | T  | C  | T  | C  | C  | T  | C  | C  | T  | C  | T  | C  | T  | C  | T  | T  | C  | T  |
| Risultato | P | P  | P  | P  | P  | V  | V  | P  | P  | P  | N  | N  | P  | P  | N  | N  | V  | P  | P  | P  | N  | V  |
| Posizione | 8 | 11 | 11 | 12 | 12 | 11 | 10 | 10 | 10 | 11 | 10 | 10 | 11 | 11 | 11 | 10 | 10 | 11 | 11 | 11 | 10 | 9  |

Legenda:

Luogo: C = Casa; T = Trasferta. Risultato: V = Vittoria; N = Pareggio; P = Sconfitta.

### Statistiche delle giocatrici
| Giocatore        | Frauen-Bundesliga | Frauen-Bundesliga | Frauen-Bundesliga | Frauen-Bundesliga | DFB-Pokal der Frauen | DFB-Pokal der Frauen | DFB-Pokal der Frauen | DFB-Pokal der Frauen | Totale   | Totale | Totale      | Totale     |
| Giocatore        | Presenze          | Reti              | Ammonizioni       | Espulsioni        | Presenze             | Reti                 | Ammonizioni          | Espulsioni           | Presenze | Reti   | Ammonizioni | Espulsioni |
| ---------------- | ----------------- | ----------------- | ----------------- | ----------------- | -------------------- | -------------------- | -------------------- | -------------------- | -------- | ------ | ----------- | ---------- |
| N. Ahamad        | 0                 | 0                 | 0                 | 0                 | -                    | -                    | -                    | -                    | 0        | 0      | 0           | 0          |
| A. Angerer       | 22                | 2                 | 3                 | 0                 | 1                    | 0                    | 0                    | 0                    | 23       | 2      | 3           | 0          |
| H. Arghandiwal   | 6                 | 0                 | 0                 | 0                 | 0                    | 0                    | 0                    | 0                    | 6        | 0      | 0           | 0          |
| J. Broux         | -                 | -                 | -                 | -                 | -                    | -                    | -                    | -                    | -        | -      | -           | -          |
| J. Debitzki      | 19                | 0                 | 3                 | 0                 | 1                    | 0                    | 0                    | 0                    | 20       | 0      | 3           | 0          |
| V. Fürst         | 18                | 0                 | 0                 | 0                 | 1                    | 0                    | 0                    | 0                    | 19       | 0      | 0           | 0          |
| N. Gottschling   | 0                 | 0                 | 0                 | 0                 | -                    | -                    | -                    | -                    | 0        | 0      | 0           | 0          |
| M. Günster       | 13                | 0                 | 1                 | 0                 | 1                    | 0                    | 0                    | 0                    | 14       | 0      | 1           | 0          |
| A-J. Halverkamps | 22                | 3                 | 4                 | 0                 | 1                    | 0                    | 0                    | 0                    | 23       | 3      | 4           | 0          |
| C-S. Härling     | 14                | -31               | 0                 | 0                 | 1                    | 0                    | 0                    | 0                    | 15       | -31    | 0           | 0          |
| L. Haršányová    | 8                 | 0                 | 1                 | 0                 | 0                    | 0                    | 0                    | 0                    | 8        | 0      | 1           | 0          |
| C. Harti         | 1                 | 0                 | 0                 | 0                 | -                    | -                    | -                    | -                    | 1        | 0      | 0           | 0          |
| E. Hilbrands     | 4                 | 0                 | 0                 | 0                 | 0                    | 0                    | 0                    | 0                    | 4        | 0      | 0           | 0          |
| M. Himmighofen   | 5                 | 0                 | 0                 | 0                 | -                    | -                    | -                    | -                    | 5        | 0      | 0           | 0          |
| I. Hochstein     | 17                | 0                 | 1                 | 0                 | 1                    | 0                    | 0                    | 0                    | 18       | 0      | 1           | 0          |
| M. Kämper        | 10                | -16               | 0                 | 0                 | -                    | -                    | -                    | -                    | 10       | -16    | 0           | 0          |
| N. Lange         | 18                | 2                 | 0                 | 0                 | 1                    | 0                    | 0                    | 0                    | 19       | 2      | 0           | 0          |
| E. Mahmutovic    | 1                 | 0                 | 0                 | 0                 | -                    | -                    | -                    | -                    | 1        | 0      | 0           | 0          |
| L. Makas         | 14                | 2                 | 2                 | 0                 | 1                    | 0                    | 0                    | 0                    | 15       | 2      | 2           | 0          |
| K. Maksuti       | 18                | 3                 | 0                 | 0                 | 1                    | 0                    | 0                    | 0                    | 19       | 3      | 0           | 0          |
| M. Moore         | 10                | 0                 | 2                 | 0                 | -                    | -                    | -                    | -                    | 10       | 0      | 2           | 0          |
| G. Morina        | 20                | 2                 | 7                 | 0                 | 1                    | 0                    | 1                    | 0                    | 21       | 2      | 8           | 0          |
| C. O'Riordan     | 19                | 0                 | 6                 | 0                 | 1                    | 0                    | 0                    | 0                    | 20       | 0      | 6           | 0          |
| L. Radke         | 1                 | 0                 | 0                 | 0                 | -                    | -                    | -                    | -                    | 1        | 0      | 0           | 0          |
| K. Radtke        | 20                | 1                 | 2                 | 0                 | 1                    | 0                    | 0                    | 0                    | 21       | 1      | 2           | 0          |
| P.S. Rybacki     | 0                 | 0                 | 0                 | 0                 | -                    | -                    | -                    | -                    | 0        | 0      | 0           | 0          |
| D. Wu            | 2                 | 1                 | 0                 | 0                 | -                    | -                    | -                    | -                    | 2        | 1      | 0           | 0          |
| Y. Zielinski     | 21                | 3                 | 2                 | 0                 | 1                    | 0                    | 0                    | 0                    | 22       | 3      | 2           | 0          |